# Mieczysław Obarski
Mieczysław Stanisław Obarski (ur. 8 kwietnia 1899 w Warszawie, zm. 15 listopada 1963 w Londynie) – polski dziennikarz.

## Życiorys
W czasie nauki w szkole średniej należał do Związku Młodzieży Polskiej „Przyszłość” („Pet”-u). Ukończył studia z tytułem magistra. Został dziennikarzem. Po śmierci Leona Matuszewskiego, od 25 sierpnia 1929 był dyrektorem agencji telegraficznej „Express”. Był redaktorem naczelnym Polskiej Agencji Telegraficznej, a 17 września 1938 premier Felicjan Sławoj Składkowski mianował go dyrektorem PAT.
Został awansowany na stopień podporucznika rezerwy łączności Wojska Polskiego ze starszeństwem z 1 lipca 1925. W 1934 był oficerem rezerwowym 6 Batalionu Telegraficznego w Jarosławiu i pozostawał wówczas w ewidencji Powiatowej Komendy Uzupełnień Warszawa Miasto III. 
Po zakończeniu II wojny światowej pozostał na emigracji w Wielkiej Brytanii. Zmarł 16 listopada 1963 w Londynie. Został pochowany na tamtejszym cmentarzu North Sheen.

## Ordery i odznaczenia
- Krzyż Oficerski Orderu Odrodzenia Polski (11 listopada 1934)[7]
- Medal Niepodległości (23 grudnia 1933)[8]
- Order Krzyża Orła III klasy (Estonia, 1934)[9]